# Archer Milton Huntington
Archer Milton Huntington   (Nova York, 10 de març de 1870 - Bethel i Redding, 11 de desembre de 1955) fou un mecenes, filantrop, col·leccionista i hispanista. Fill d'Arabella Duval i del magnat del ferrocarril Collis P. Huntington, és conegut pels seus treballs erudits en el camp dels estudis hispànics i per fundar la Hispanic Society of America a Nova York així com les seves contribucions a l'American Geographical Society.
Fou també benefactor de l'American Academy of Arts and Letters i de la Societat Americana de Numismàtica, el qual va convèncer per reubicar a prop de la Hispanic Society i l'American Geographical Society al complex Beaux Arts architecture Audubon Terrace a la part alta de Manhattan. El 1932, juntament amb l'escultora Anna Hyatt Huntington, la seva muller, va fundar el centre d'escultura Jardins Brookgreen a Carolina del Sud; i el museu Mariners, a Newport News, Virginia.

## Hispanic Society of America
Huntington és conegut pels seus treballs en el camp dels estudis hispànics i per fundar el 1904 la Hispanic Society of America a Nova York. La societat té un museu i biblioteca de llibres rars, sent les seves col·leccions de materials hispànics inigualables fora d'Espanya. La seva muller, Anna Hyatt Huntington, va esculpir les estàtues de baix relleu de pedra calcària que es troben a l'entrada de l'edifici de la Hispanic Society.

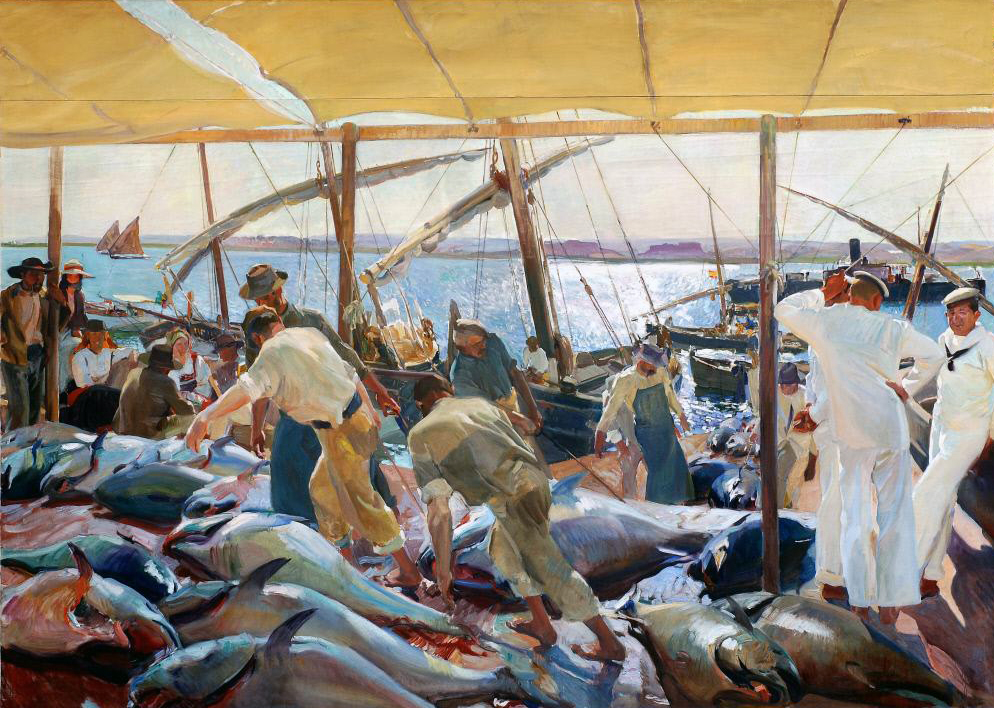
Ayamonte o La pesca de la tonyina (1919) fou el darrer mural dels 14 completat de Joaquim Sorolla per la Hispanic Society a Manhattan.

El pintor impressionista valencià Joaquim Sorolla va conèixer Huntington a Anglaterra el 1908. Huntington aviat el va fer membre de la Societat hispànica i li va convidar per exhibir el 1909. Aquesta exposició va comprendre 356 pintures,195 de les quals vam ser venudes. Sorolla va passar cinc mesos a Amèrica i va pintar més de vint retrats.
El 1911, Huntington va contractar Sorolla per pintar 14 murals coneguts com a Visió d'Espanya. Les seves grans teles pengen en el saló Sorolla de la Hispanic Society. La sala va ser oberta el 1926 després de la mort de Sorolla. El 2010, va ser restaurada i els murals van viatjar a diferents museus d'Espanya.
Després de 1920, Huntington va llançar les carreres de sis historiadors d'art en el camp hispànic: Elizabeth du Gué Trapier, Beatrice Gilman Proske, Alice Wilson Frothingham, Florence Lewis May, Eleanor Sherman Font i Clara Louisa Penney.

## American Geographical Society
El 1894, Huntington va esdevenir membre de l'American Geographical Society (AGS) i, des de 1904, conseller. El 1907, va ser elegit President de la American Geographical Society. Fou un dels dirigents mes influents de la Societat, va proporcionar noves instal·lacions que van permetre l'AGS expandir el seus recursos humans, col·leccions i activitats. El 1906 fou responsable de l'adquisició del mapa mundial del segle xv per la Biblioteca de la Societat: el Mappamundi de Giovanni Leardo que es troba a la biblioteca de la AGS a la Universitat de Wisconsin-Milwaukee. El 1912, va arranjar conduir una excursió transcontinental per geògrafs al voltant del món.

## Filantropia
El 1915, Huntington va donar un terreny a l'American Academy of Arts and Letters on va construir una casa a Nova York. També va donar terreny i fons per reubicar la Societat Numismatica i el Museu de l'Indi Americà a Audubon Terrace, el mateix complex que va albergar altres organitzacions de Huntington.

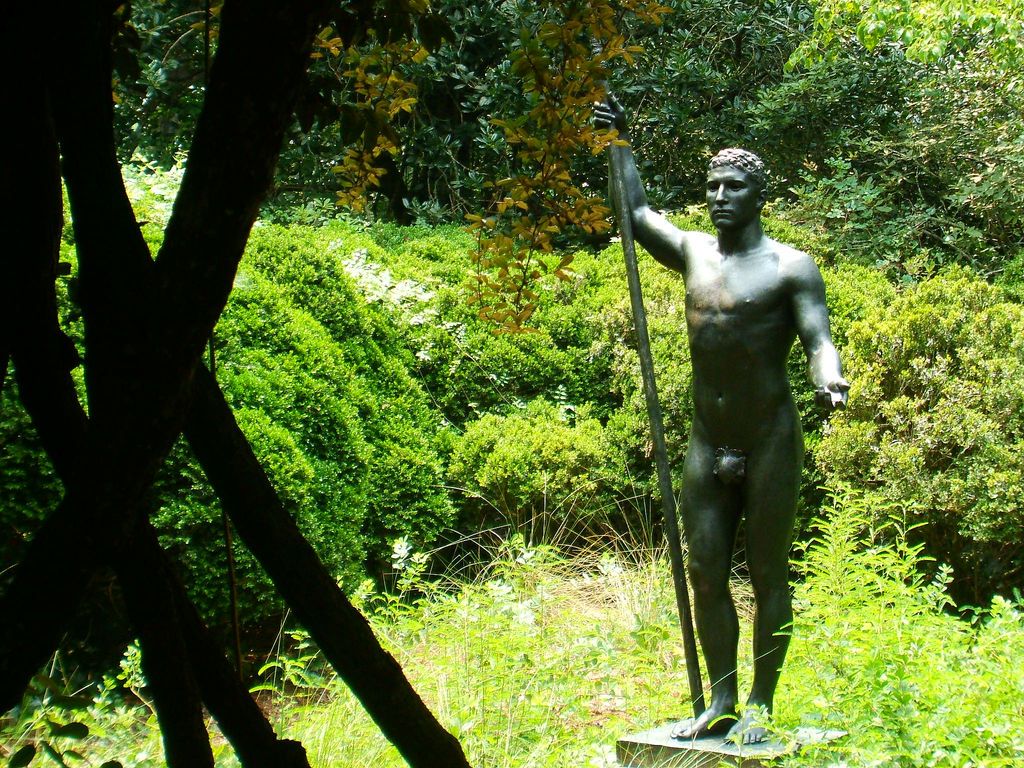
Els jardins Brookgreen de Huntington amb l'escultura 'Atleta' per Rudulph Evans (1915).

El 1932, va donar terrenys i ajudar per crear els jardins públics Brookgreen, a Carolina del Sud, amb treballs d'escultura figurativa d'artistes americans, incloent obres d'Anna Hyatt Huntington. Una part dels jardins son una reserva de la naturalesa i una altra part esta arrendada al Parc estatal de la Platja Huntington. Els jardins i la seva residència adjacent, el Castell Atalaya, formen part del Registre Nacional de Llocs Històrics.
El 1932, amb el president de Newport News Shipbuilding and Drydock, Homer L. Ferguson, va fundar el Museu marítim Mariners a Newport News, Virginia. El 1936, va crear una dotació economica anual per a un consultor en poesia a la Biblioteca del Congrés dels Estats Units El 2006, aquesta aportació era de 40.000$.
De 1932 a 1939, els Huntingtons van donar 15.000 acres del Bosc de flora i fauna Archer Milton Huntington i Anna Hyatt Huntington a Newcomb, Nova York, ara part de la Universitat Estatal de Ciència ambiental i silvicultura de Nova York. El 1939, els Huntingtons van donar la seva mansió del numero 1083 de la Cinquena Avinguda i propietats adjacents entre el 89è i el 90è carrers a l'Acadèmia Nacional, l'organització d'artistes més antiga dels Estats Units. La propietat és la seu del Museu d'Acadèmia Nacional i Escola d'Art.

## Relació amb Catalunya
Archer Milton Huntington va tenir relació amb Catalunya des dels 22 anys. En el seu Quadern de Viaje realitzat el 1892, va marcar observacions sobre els Pirineus, Ripoll, Vic, Barcelona, Manresa, Montserrat, Vilafranca de Penedès, Tarragona, Tortosa i les Balears. També va dibuixar el paisatge i l'arquitectura de les seves visites fent marcacions sobre les seves impressions de la gent i els seus costums.

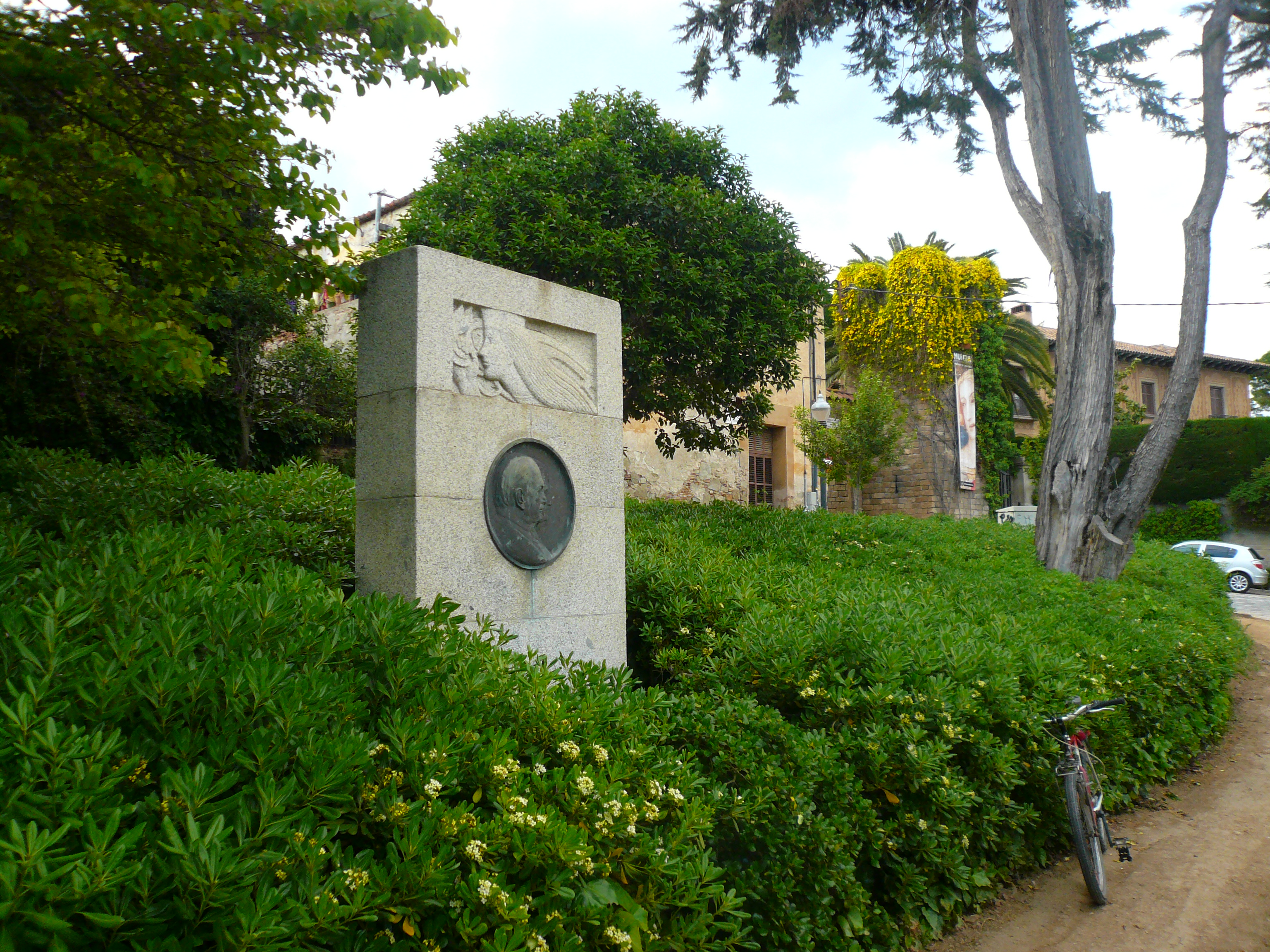
Als Huntington. Jardins del Monestir de Pedralbes de l'escultor Enric Monjo, signada. Material: medalló de bronze sobre estela de granit. Inscripció: BARCELONA / A / A. Y A.M. HUNTINGTON / HISPANISTAS EGREGIOS / MCMLIV. 1954.

Al llarg de la seva vida va mantenir contacte amb la Reial Acadèmia de Bones Lletres de Barcelona, l'Institut d'Estudis Catalans i l'Abadia de Montserrat. Va establir vincles amb el bibliòfil Isidre Bonsoms; els pintors Hermen Anglada, Lluis Graner i Miquel Viladrich; el músic Pau Casals i l'historiador de l'art Josep Pijoan amb els quals va mantenir molta correspondència.
El 1953, tres entitats culturals van sol·licitar a l'Ajuntament de Barcelona la creació d'un monument en honor de Huntington. Van ser Miguel Mateu, president de la Reial Acadèmia Catalana de Belles Arts de Sant Jordi, Carles Sanllehy, president de la Reial Acadèmia de Bones Lletres de Barcelona i Joan Sedó, president de l'Institut d'Estudis Hispànics. El 22 de març de 1954, un any abans de la seva mort, es va inaugurar el monòlit dedicat al matrimoni Huntington, ubicat davant de les muralles medievals del Monestir de Pedralbes. Va ser realitzat per l'arquitecte Pere Benavent que va dissenyar un monòlit rectangular amb carreus de granit amb un lleu ressalt al basament i per l'escultor Enric Monjo que va fer un relleu circular de bronze que va inscriure en el monument.
El 1954, es va nomenar Anna Huntington membre de la Reial Acadèmia Catalana de Belles Arts de Sant Jordi. El 1960 es va celebrar a l'Institut d'Estudis Nord-americans una exposició bibliogràfica sobre la Hispanic Society of America, organitzada pel llibreter, Josep Porter, director de l'Institut Porter de Bibliografia Hispànica.

## Familia
Archer Huntington es va casar dues vegades. El 6 d'agost de 1895, amb Helen Manchester Gates, la filla del Rev. Isaac E. Gates i Ellen M. H. Gates, una poetissa i escriptora. L'agost de 1914, amb l'esclat de Primera Guerra Mundial, Archer i Helen van ser detinguts temporalment per les autoritats alemanyes de Nuremberg, Bavaria, a causa de les sospites d'espionatge cap a Archer com a representant de la Societat Americana de Geografia. El Secretari d'Estat William Jennings Bryan va apel·lar pel seu alliberament a través de canals diplomàtics. Archer i Helen no va tenir cap fill i es van divorciar el 1918.
El 10 de març de 1923, es va casar amb l'escultora Anna Hyatt. El 1931 van fundar el centre d'escultura i reserva de naturalesa Jardins Brookgreena, prop de la platja Myrtle, Carolina del Sud. Les seves escultures de grans dimensions adornen l'Audubon Terrace a la Hispanic Society of America de Nova York. No van tenir cap fill.